# Abdu Conté
Abdu Cadri Conté (sinh ngày 24 tháng 3 năm 1998) là một cầu thủ bóng đá người Bồ Đào Nha gốc Guiné-Bissau thi đấu cho Sporting B, ở vị trí hậu vệ.

## Sự nghiệp bóng đá
Vào ngày 7 tháng 1 năm 2017, Conté có màn ra mắt cho Sporting B trong trận đấu tại LigaPro 2016–17 trước Sporting Braga B.

## Danh hiệu
Cá nhân
- Đội hình tiêu biểu Giải bóng đá U-19 vô địch châu Âu: 2017[3]